# Bulbophyllum menglunense
Bulbophyllum menglunense là một loài phong lan thuộc chi Bulbophyllum.